# Ludwig von Lerchenfeld-Köfering
Graf Ludwig von Lerchenfeld-Köfering (* 22. August 1837 in St. Petersburg; † 24. Februar 1907 auf Schloss Köfering) war ein bayerischer Gutsbesitzer, erblicher Reichsrat der Krone Bayerns und Präsident der Kammer der Reichsräte des bayerischen Landtages.

## Leben
Lerchenfeld kam als Sohn des bayerischen Diplomaten und Reichsrates Maximilian von Lerchenfeld-Köfering und seiner Frau Isabella, geb. Gräfin Waldbott-Bassenheim in St. Petersburg,  wo der Vater als bayerischer Gesandter tätig war, zur Welt. Er war der ältere Bruder des langjährigen bayerischen Gesandten in Berlin, Hugo von Lerchenfeld-Köfering. Die altbayerische Adelsfamilie war Ende des 17. Jahrhunderts in den Grafenstand erhoben worden und war mit dem Fideikommiss Köfering-Gebelkofen begütert. Lerchenfeld wuchs auf Schloss Köfering, dem Stammsitz der Familie, und an den Dienstorten des Vaters auf (neben St. Petersburg Berlin, Rom und Wien).
Lerchenfeld studierte Jura und Philosophie an den Universitäten München und Freiburg und übernahm nach dem Tod des Vaters im Jahr 1859 Gutsverwaltung und Familienvorsitz. 1861 wurde er als erblicher Reichsrat in die Kammer der Reichsräte, die erste Kammer des bayerischen Landtags, aufgenommen. Dort wirkte Lerchenfeld von 1866 bis 1883 als zweiter, von 1883 bis 1893 als erster Sekretär. Im Jahr 1893 wurde er von Prinzregent Luitpold zum Präsidenten der Kammer ernannt. Zudem war Lerchenfeld Ritter des Georgsordens (seit 1893 stellvertretender Ordenskanzler), Ritter des Hubertusordens und königlicher Kämmerer.
Lerchenfeld verstand das Präsidentenamt vornehmlich als organisatorische Aufgabe, wirkte im Hintergrund auf eine einvernehmliche Zusammenarbeit mit der Abgeordnetenkammer hin, trat öffentlich kaum als aktiver Politiker in Erscheinung, obwohl er in der bayerischen Oberschicht gut vernetzt war: der Zentrumspolitiker Conrad von Preysing war ein Jugendfreund, der eigene Bruder Hugo Gesandter in Berlin und zum Schwiegervater hatte er Otto von Bray-Steinburg, den ehemaligen Ministerratsvorsitzenden. Das eigentliche Interesse Lerchenfelds galt der Landwirtschaft und der Verwaltung seiner Güter. Er engagierte sich im Landwirtschaftlichen Verein, dessen Präsident er 1882 bis 1893 war. In dieser Funktion setzte er sich für Schutzzölle im Bereich der Landwirtschaft ein, insbesondere gegen die Handelsvertragspolitik des Reichskanzlers Caprivi.
Im Jahr 1904 wurde Lerchenfeld altersbedingt aus dem Amt des Kammerpräsidenten entlassen, drei Jahre später starb er auf Schloss Köfering.